# Superg!rl
A Superg!rl (magyarul Szuperlány) egy dal, amely Görögországot képviselte volna a 2020-as Eurovíziós Dalfesztiválon. A dalt Sztefanía Liberakáki (művésznevén Stefania) görög–holland énekesnő adta volna elő angol nyelven. Az előadót a görög közszolgálati televíziótársaság (ERT) választotta ki a szereplésre.

## Eurovíziós Dalfesztivál
A görög televízió 2020. február 3-án jelentette be, hogy Sztefanía Liberakáki fogja képviselni az országot a 65. Eurovíziós Dalfesztiválon, Rotterdamban. Az énekesnő korábban a Kisses lánybanda tagjaként Hollandiát képviselte a 2016-os Junior Eurovíziós Dalfesztiválon. A 2020-as görög versenydalt és a hozzákészült videóklipet március 1-én mutatták be az előadó hivatalos YouTube-csatornáján.
A dalt az Eurovíziós Dalfesztiválon az előzetes sorsolás alapján először a május 14-én megrendezett második elődöntő második felében adták volna elő, azonban március 18-án az Európai Műsorsugárzók Uniója bejelentette, hogy 2020-ban nem tudják megrendezni a versenyt a COVID–19-koronavírus-világjárvány miatt. A görög műsorsugárzó jóvoltából az énekesnő lehetőséget kapott az ország képviseletére a következő évben a Last Dance című dallal.